# Petroica de matollar de Nova Guinea
La petroica de matollar de Nova Guinea (Drymodes beccarii) és un ocell de la família dels petròicids (Petroicidae).

## Hàbitat i distribució
Habita el terra de la selva pluvial, clars i zones de matoll de les terres baixes a les illes Aru, oest, centre i sud-est de Nova Guinea.